# Michael Korth
Michael Korth (* 1946 in Obernkirchen, Niedersachsen) ist ein deutscher Autor, Sänger und Librettist.

## Leben
Korth studierte am Mozarteum in Salzburg Musiktheorie, Aufführungspraxis Alter Musik und Gesang. Als Spezialist für die Musik des Mittelalters edierte er die Werke der großen Dichtersänger in Buch- und Tonträgerform. Weiters übersetzte er mit H. C. Artmann Lieder des größten Dichterkomponisten des 18. Jahrhunderts, des Schweden Carl Michael Bellman, singbar ins Deutsche. Mit seinem Ensemble „Bären Gässlin“ gab er europaweit Konzerte. Sein Protestlied gegen den Krieg wurde von Konstantin Wecker im Februar 2003 auf einer Friedensdemonstration in Berlin von Millionen Friedensdemonstranten gesungen. Von seinen achtzehn verfassten Musical- und Opernlibretti sind bisher elf an deutschen Bühnen (z. B. Deutsche Oper Berlin, Deutsches Theater München, Opernhaus Halle) realisiert worden. Korth veröffentlichte zahlreiche Bücher, Musikdokumentationsfilme, Radio-Features sowie Rundfunksendungen zu kulturgeschichtlichen Themen.
Seine Werke sind in vierzehn Sprachen übersetzt worden. Michael Korth lebt seit 1979 in einem abgelegenen Forsthaus in Gföhl (eigentlich im Gemeindegebiet von Jaidhof) im Waldviertel in Österreich. Zusammen mit der Zwettler Lehrerin Elsi Elsigan (* 1969) schrieb er das Kinderbuch Der Teufel heißt Fred, das 1997 in erster und 2000 in zweiter Auflage erschien.

## Werke
Bücher
- Der Juniorchef
- Bei Zeus! : Die klassischen Sagen der Griechen entmythologisiert
- Lexikon der verrückten Dichter und Denker
- Die Kunst der Bescheidenheit
- Das Kopfkissenbuch der Liebe. Atlantik, Hamburg 2013, ISBN 978-3-455-38128-3.
- Schieb die Sorgen froh auf morgen
- Fröhliche Weihnacht überall. Die schönsten Weihnachtslieder und ihre Geschichte. Atlantik, Hamburg 2015, ISBN 978-3-455-37027-0.

- mit Johannes Heimrath (Hrsg.): Frölich geschray so well wir machen. Oswald von Wolkenstein. Heimeran, München 1975, ISBN 3-7765-0204-5. Taschenbuchausgabe: Oswald von Wolkenstein. Lieder aus dem Mittelalter. Fischer, Frankfurt am Main 1979, ISBN 3-596-22955-3.
- mit Johannes Heimrath, H. C. Artmann (Hrsg.): Carl Michael Bellman. Die Lieb zu gefallen. Heimeran, München 1976, ISBN 3-7765-0213-4. Taschenbuchausgabe: Sauf-, Liebes- und Sterbelieder. Fischer, Frankfurt am Main 1980, ISBN 3-596-22961-8.
- mit Cesar Bresgen (Hrsg.): Europäische Liebeslieder aus acht Jahrhunderten. Heimeran, München 1978, ISBN 3-7765-0263-0. Taschenbuchausgabe: Fischer, Frankfurt am Main 1980, ISBN 3-596-22964-2.
- mit René Clemencic (Hrsg.): Carmina Burana. Gesamtausgabe der mittelalterlichen Melodien mit den dazugehörigen Texten. Heimeran, München 1979, ISBN 3-7765-0274-6.
- mit Johannes Heimrath, Franz Viktor Spechtler, Norbert Ott (Hrsg.): ich bin du und du bist ich. Der Mönch von Salzburg. Lieder des Mittelalters. Heimeran, München 1980, ISBN 3-7765-0288-6.
- mit Walter Schmögner (Hrsg.): Das Liederbuch von der Vogelweide bis zum Rockpalast. Bärenreiter, Kassel 1988, ISBN 3-7618-0868-2.

Theaterstücke, Libretti
- „Der Teufelsgeiger“ Eine musikalische Reise durch Paganinis Leben – von Michael Korth – Premiere: April 2009 / Benediktinerstift Göttweig / Österreich
- „Der Kopf des Joseph Haydn“ – Ein Intrigenspiel mit Musik zum HAYDN-JAHR 2009 von Michael Korth – Premiere Schloss Kobersdorf Juli 2009